# マリー・ドリュケール
マリー・ドリュケール（Marie Drucker、1974年12月3日 - ）は、フランスのジャーナリスト、テレビパーソナリティ。英語では「ドラッカー」と発音される。

## 人物
フランスの複数のテレビ局の創設者・ＣＥＯを務めたユダヤ人のジャン・ドリュケール（ドイツ系オーストリア人）の娘であり、テレビ司会者・ディレクターのミシェル・ドリュケールの姪でもある。
オーストリア系（ドイツ系）および、ルーマニア系、ポーランド系、アルジェリア系の血を引いている。
私生活においては女優並みに派手で華麗な男性遍歴で知られており、作家のマルク・レヴィ、投資銀行ラザードのCEOのマチュー・ピガセ、内務大臣のフランソワ・バロワン、コメディアンのガッド・エルマレ、ミシュラン１つ星を持つタレントシェフのシリル・リニャックなどの著名人との交際・破局を繰り返したが、2015年にパートナーのフランス国鉄広報責任者との間に一児を儲けた。なおピガセとの関係は不倫であった為に、彼の妻に告発された。また著名政治家であるバロワンと交際発覚後は、政治的に公正を保てないという理由でニュース番組を降板させられた。

## 経歴
2008年8月末からフランス2のウィークエンドニュースにおけるニュースキャスターを務めていたが、2016年に降板した。

## 参照
1. ↑  Patricia Khenouna (2009年4月23日). “Marie Drucker: “J’ai voulu être digne de mes parents”” (French). Sélection clic.  オリジナルの2012年9月8日時点におけるアーカイブ。 2010年3月27日閲覧。